# Демокрит
Демокри́т Абдерский (Δημόκριτος; ок. 460 до н. э., Абдеры — ок. 370 до н. э.) — древнегреческий философ, ученик Левкиппа, один из основателей атомистики и материалистической философии.

## Биография
Родился в городе Абдеры во Фракии. За время своей жизни много путешествовал, изучая философские воззрения различных народов (Древний Египет, Вавилон, Персия, Индия, Эфиопия). Слушал в Афинах пифагорейца Филолая и Сократа, был знаком с Анаксагором.
Рассказывают, что на эти путешествия Демокрит потратил большие деньги, доставшиеся ему по наследству. Однако растрата наследства в Абдерах преследовалась в судебном порядке. На суде, вместо своей защиты, Демокрит зачитал отрывки из своего произведения, «Великий мирострой», и был оправдан: сограждане решили, что отцовские деньги потрачены не зря.
Образ жизни Демокрита, однако, казался абдеритам непонятным: он постоянно уходил из города, скрывался на кладбищах, где вдали от городской суеты предавался размышлениям; иногда Демокрит без видимой причины разражался смехом, настолько смешными казались ему людские дела на фоне великого мирового порядка (отсюда его прозвище «Смеющийся Философ»). Сограждане сочли Демокрита умалишённым, и даже пригласили для его освидетельствования знаменитого врача Гиппократа. Тот действительно встретился с философом, но постановил, что Демокрит абсолютно здоров как физически, так и психически, и помимо этого утвердил, что Демокрит один из умнейших людей, с которыми ему приходилось общаться.
Из учеников Демокрита известен Бион из Абдеры.
Согласно Лукиану, Демокрит прожил 104 года.

## Философия Демокрита
В своих философских воззрениях выступал с оппозиционной Элеатам точкой зрения в отношении мыслимости множества и мыслимости движения, однако полностью соглашался с ними в том, что истинно сущее бытие не может ни возникать, ни исчезать. Материализм Демокрита, что характерно практически для всех учёных той поры, является созерцательным и метафизическим.
Демокрит, по словам Сенеки, «самый тонкий из всех древних мыслителей».

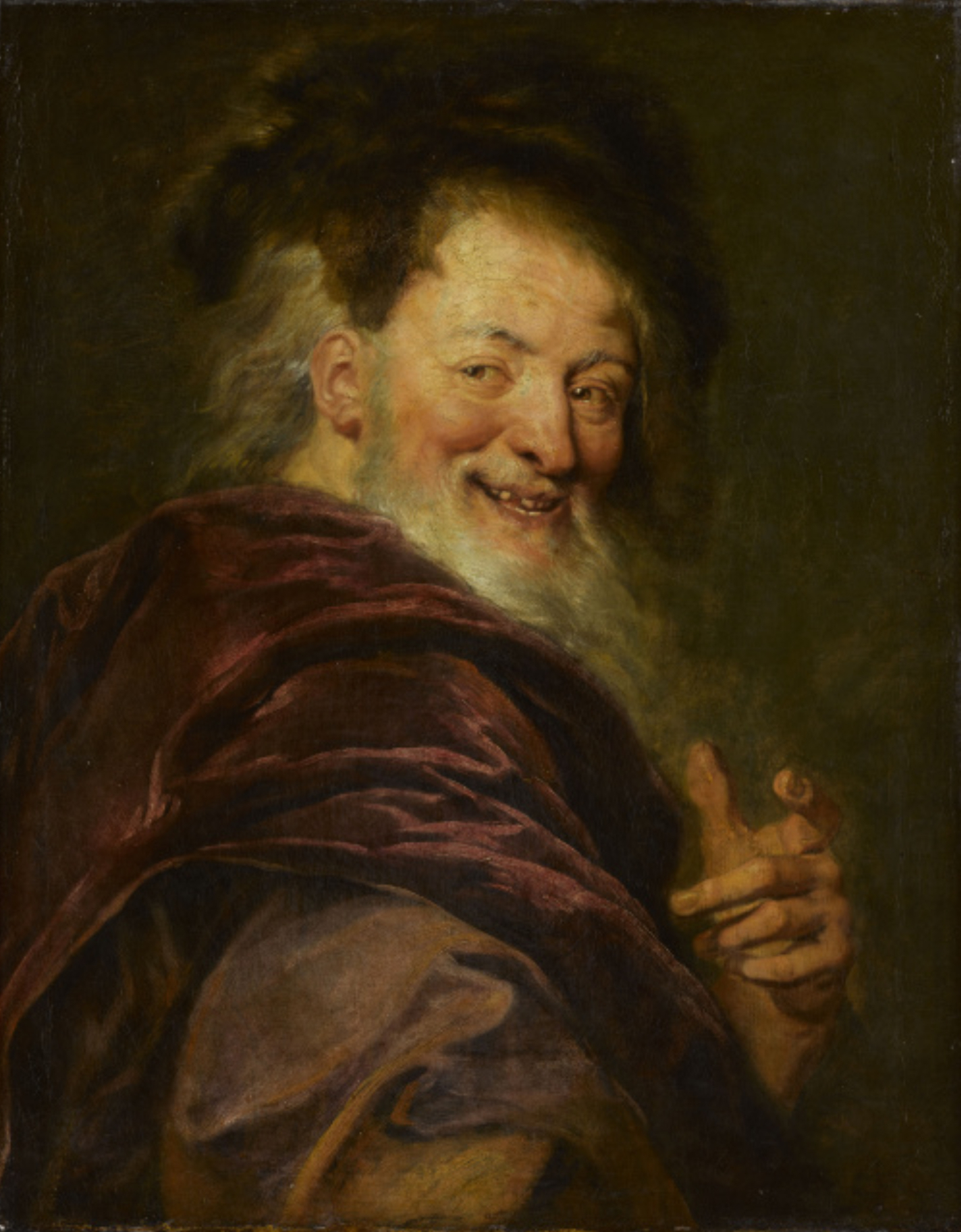
Демокрит, Антуан Куапель, 1692 год. (Лувр, Париж)

### Атомистический материализм
Главным достижением философии Демокрита считается развитие им учения Левкиппа (была даже теория, что Левкипп — это имя молодого Демокрита, однако она была опровергнута такими учёными как Дильс, Целлер и Маковельский) об «атоме» — неделимой частице вещества, обладающей истинным бытием, не разрушающейся и не возникающей (атомистический материализм). Он описал мир как систему атомов в пустоте, отвергая бесконечную делимость материи, постулируя не только бесконечность числа атомов во Вселенной, но и бесконечность их форм (идей, είδος — «вид, облик», материалистическая категория, в противоположность идеалистическим идеям Сократа). Атомы, согласно этой теории, движутся в пустом пространстве (Великой Пустоте, как говорил Демокрит) хаотично, сталкиваются и вследствие соответствия форм, размеров, положений и порядков либо сцепляются, либо разлетаются. Образовавшиеся соединения держатся вместе и таким образом производят возникновение сложных тел. Само же движение — свойство, естественно присущее атомам. Тела — это комбинации атомов. Разнообразие тел обусловлено как различием слагающих их атомов, так и различием порядка сборки, как из одних и тех же букв слагаются разные слова. Атомы не могут соприкасаться, поскольку все, что не имеет внутри себя пустоты, является неделимым, то есть единым атомом. Следовательно, между двумя атомами всегда есть хотя бы маленькие промежутки пустоты, так что даже в обычных телах есть пустота. Отсюда следует также, что при сближении атомов на очень маленькие расстояния между ними начинают действовать силы отталкивания. Вместе с тем, между атомами возможно и взаимное притяжение по принципу «подобное притягивается подобным».
Различные качества тел полностью определяются свойствами атомов и их комбинаций и взаимодействием атомов с нашими органами чувств. По словам Галена,

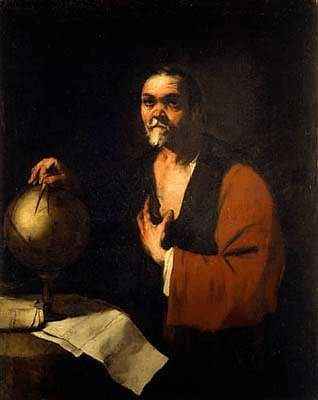

«[Лишь] в общем мнении существует цвет, в мнении — сладкое, в мнении — горькое, в действительности же [существуют только] атомы и пустота». Так говорит Демокрит, полагая, что все ощущаемые качества возникают из соединения атомов [существуя лишь] для нас, воспринимающих их, по природе же нет ничего ни белого, ни чёрного, ни жёлтого, ни красного, ни горького, ни сладкого. Дело в том, что «в общем мнении» [у него] значит то же, что «согласно с общепринятым мнением» и «для нас», [а] не по природе самих вещей; природу же самих вещей он в свою очередь обозначает [выражением] «в действительности», сочинив термин от слова «действительное», что значит «истинное». Весь смысл самого [этого] учения должен быть таков. [Лишь] у людей признается что-либо белым, чёрным, сладким, горьким и всем прочим в этом роде, поистине же все есть «что» и «ничто». И это опять его собственные выражения, а именно он называл атомы «что», а пустоту — «ничто».

### Принцип изономии
Основным методологическим принципом атомистов был принцип изономии (буквальный перевод с греческого: равенство всех перед законом), который формулируется следующим образом: если то или иное явление возможно и не противоречит законам природы, то необходимо допустить, что в беспредельном времени и на беспредельном пространстве оно либо когда-то уже имело место, либо когда-нибудь наступит: в бесконечности нет границы между возможностью и существованием. Этот принцип ещё называют принципом отсутствия достаточного основания: нет никакого основания для того, чтобы какое-то тело или явление существовало скорее в такой, чем в какой-либо другой форме. Отсюда следует, в частности, что если какое-то явление в принципе может происходить в различных видах, то все эти виды существуют в действительности. Демокрит делал несколько важных выводов из принципа изономии:
1) существуют атомы любых форм и размеров (в том числе размером с целый мир);
2) все направления и все точки в Великой Пустоте равноправны;
3) атомы двигаются в Великой Пустоте в любых направлениях с любыми скоростями.
Последнее положение очень важно для теории Демокрита. По существу, из него следует, что движение само по себе не нуждается в объяснении, причину нужно искать только для изменения движения. Описывая взгляды атомистов, их оппонент Аристотель в «Физике» пишет:

… никто [из признающих существование пустоты, то есть атомистов] не сможет сказать, почему [тело], приведенное в движение, где-нибудь остановится, ибо почему оно скорее остановится здесь, а не там? Следовательно, ему необходимо или покоиться, или двигаться до бесконечности, если только не помешает что-нибудь более сильное. 
По существу, это четкая констатация принципа инерции — основы всей современной физики. Галилей, которому часто приписывают открытие инерции, достаточно ясно осознавал, что корни этого принципа уходят в античный атомизм.

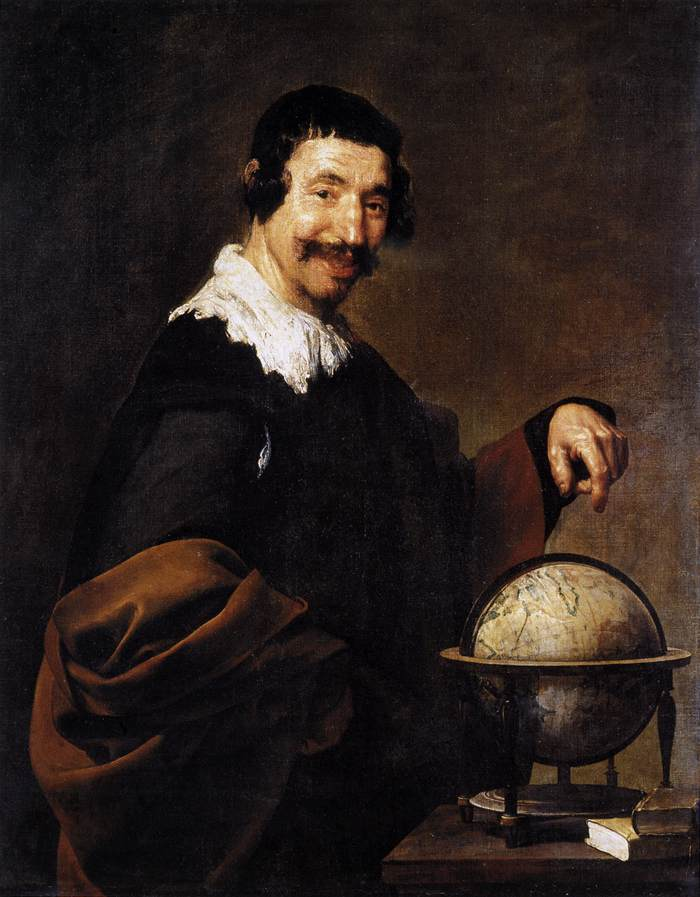
Демокрит, Диего Веласкес, 1628—1629 годы

### Космология
Великая Пустота пространственно бесконечна. В первоначальном хаосе атомных движений в Великой Пустоте спонтанно образуется вихрь. Симметрия Великой Пустоты оказывается нарушенной внутри вихря, там возникает центр и периферия. Тяжёлые тела, образующиеся в вихре, имеют тенденцию скапливаться вблизи центра вихря. Различие между лёгким и тяжёлым не качественное, а количественное, и уже в этом заключается существенный прогресс. Сепарацию вещества внутри вихря Демокрит объясняет следующим образом: в своём стремлении к центру вихря более тяжёлые тела вытесняют более лёгкие, и те остаются ближе к периферии вихря. В центре мира формируется Земля, состоящая из наиболее тяжёлых атомов. На внешней поверхности мира образуется нечто вроде защитной плёнки, отделяющей космос от окружающей Великой Пустоты. Поскольку структура мира обусловливается стремлением атомов к центру вихря, мир Демокрита имеет сферически-симметричную структуру.
Демокрит — сторонник концепции множественности миров. Как описывает взгляды атомистов Ипполит,

Миры бесконечны по числу и отличаются друг от друга по величине. В одних из них нет ни солнца, ни луны, в других — солнце и луна большие, чем у нас, в третьих — их не по одному, а несколько. Расстояние между мирами не одинаковые; кроме того, в одном месте миров больше, в другом — меньше. Одни миры увеличиваются, другие достигли полного расцвета, третьи уже уменьшаются. В одном месте миры возникают, в другом — идут на убыль. Уничтожаются же они, сталкиваясь друг с другом. Некоторые из миров лишены животных, растений и какой бы то ни было влаги.
Множественность миров следует из принципа изономии: если процесс какого-то рода может происходить, то в бесконечном пространстве где-нибудь когда-нибудь он обязательно происходит; то, что происходит в данном месте в данный момент времени, должно происходить и в других местах в те или иные моменты времени. Таким образом, если в данном месте пространства возникло вихреобразное движение атомов, приведшее к формированию нашего мира, то схожий процесс должен происходить и в других местах, приведя к формированию других миров. Получающиеся миры не обязательно одинаковы: нет никакого основания, чтобы не существовали миры вовсе без солнца и луны или с тремя солнцами и десятью лунами; только земля является необходимым элементом каждого мира (вероятно, просто по определению этого понятия: если нет центральной земли, это уже не мир, а просто сгусток вещества). Более того, нет никаких оснований также и для того, чтобы где-нибудь в беспредельном пространстве не образовался в точности тот же мир, что и наш. Все миры движутся в разных направлениях, поскольку равноправны все направления и все состояния движения. При этом миры могут сталкиваться, разрушаясь. Аналогично, равноправны все моменты времени: если образование мира происходит сейчас, то где-то оно должно происходить и в прошлом, и в будущем; в настоящее время разные миры находятся на разных стадиях развития. В ходе своего движения мир, образование которого не закончилось, может случайно проникнуть в пределы полностью сформированного мира и оказаться захваченным им (так Демокрит объяснял происхождение небесных светил в нашем мире).
Поскольку Земля находится в центре мира, то все направления от центра равноправны, и у неё нет основания двигаться в каком-то направлении (такого же мнения о причине неподвижности Земли придерживался Анаксимандр). Но есть и свидетельство, что, по мнению Демокрита, изначально Земля перемещалась в пространстве, и только впоследствии остановилась.
Однако он не был сторонником теории шарообразной Земли. Демокрит приводил следующий довод: если бы Земля была шаром, то солнце, заходя и восходя, пересекалось бы горизонтом по дуге окружности, а не по прямой линии, как на самом деле. Конечно, этот довод несостоятелен с математической точки зрения: угловые диаметры Солнца и горизонта очень сильно различаются, а этот эффект можно было бы заметить только в том случае, если бы они были почти одинаковы (для этого, очевидно, пришлось бы удалиться на очень большое расстояние от Земли).
По мнению Демокрита, порядок расположения светил следующий: Луна, Венера, Солнце, другие планеты, звезды (по мере увеличения расстояния от Земли). При этом чем дальше от нас светило, тем медленнее (по отношению к звездам) оно движется. Следуя Эмпедоклу и Анаксагору, Демокрит считал, что падению небесных тел на Землю препятствует центробежная сила. Демокриту принадлежит гениальная догадка, что Млечный Путь является множеством звезд, расположенных на таком маленьком расстоянии друг от друга, что их изображения сливаются в единое слабое свечение.

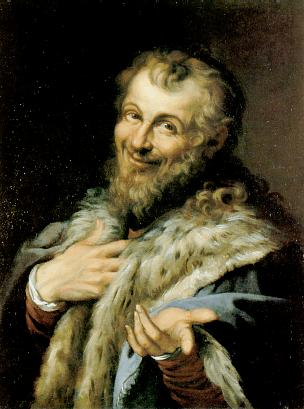
Агостино Карраччи. Демокрит. Национальные музей и галерея Каподимонте. Неаполь, (1598 год)

### Этика
Демокрит развивает общеэллинское понятие меры, отмечая, что мера — это соответствие поведения человека его природным возможностям и способностям. Через призму подобной меры удовольствие предстаёт уже объективным благом, а не только субъективным чувственным восприятием.
Основным принципом существования человека он считал нахождение в состоянии благостного, безмятежного расположения духа (эвтюмия), лишённом страстей и крайностей. Это не простое лишь чувственное удовольствие, а состояние «покоя, безмятежности и гармонии».
Демокрит считал, что всё зло и несчастья происходят с человеком из-за отсутствия необходимого знания. Отсюда он делал вывод, что устранение проблем лежит в приобретении знаний. Оптимистическая философия Демокрита не допускала абсолютности зла, выводя мудрость средством достижения счастья.

## Вклад в другие науки
Демокрит составил один из первых древнегреческих календарей.
Основываясь на своей атомарной концепции, Демокрит определил длину отрезка как количество атомов в нём, площадь фигуры — как сумму длин всех содержащихся в ней отрезков (то есть, в конечном счёте, также как количество атомов), аналогично он рассматривал объём тела как сумму площадей его сечений. Это представление оказалось плодотворным — Демокрит первым установил, что объём пирамиды и конуса равен соответственно одной трети объёма призмы и цилиндра с той же высотой и с той же площадью основания. Подход Демокрита позднее лёг в основу средневекового «метода неделимых», который, в свою очередь, стал прообразом интегрального исчисления.

## Религиозные взгляды
Демокрит отрицал существование богов и роль всего сверхъестественного в возникновении мира. По свидетельству Секста Эмпирика, он считал, что «мы пришли к мысли о богах от происходящих в мире необыкновенных явлений». В подтверждение Секст цитирует Демокрита: 

Древние люди, наблюдая небесные явления, как, например, гром и молнию, перуны и соединения звезд, затмения солнца и луны, были поражены ужасом, полагая, что боги суть виновники этих явлений. 
Однако в другом месте тот же Секст пишет: 

Демокрит говорит, что к «людям приближаются некие идолы (образы) и из них одни благотворны, другие зловредны. Поэтому он и молился, чтобы ему попадались счастливые образы». Они — громадных размеров, чудовищны [на вид] и отличаются чрезвычайной крепостью, однако не бессмертны. Они предвещают людям будущее своим видом и звуками, которые они издают. Исходя от этих явлений, древние пришли к предположению, что существует бог, между тем как [на самом деле], кроме них, не существует никакого бога, который обладал бы бессмертной природой.
И. Д. Рожанский
Античная наука (М.: Наука, 1980)

Будучи сыном своего времени, Демокрит не отрицал существования богов. Боги, как и все прочие вещи, состоят из атомов и потому не бессмертны, но это — очень устойчивые соединения атомов, недоступные нашим органам чувств. Однако при желании боги дают о себе знать образами, которые чаще всего воспринимаются нами во сне. Эти образы могут приносить нам вред или пользу, иногда они разговаривают с нами и предсказывают будущее.

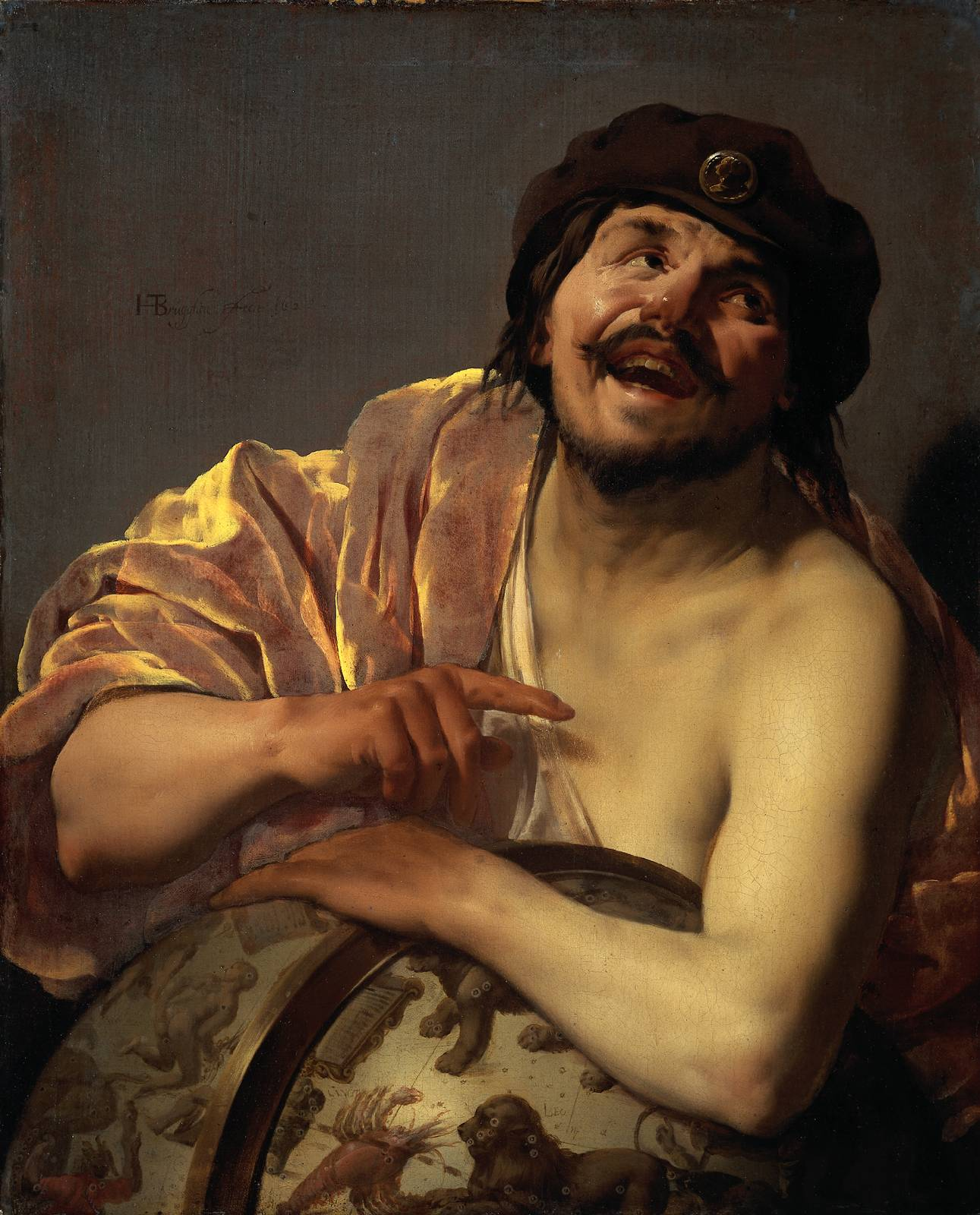
Хендрик Тербрюгген, «Смеющийся Демокрит» (1628)

## Сочинения идоксография
В сочинениях античных авторов упоминается около 70 различных трудов Демокрита, из которых до настоящего времени не сохранился ни один. Исследования философии Демокрита опираются на цитаты и критику его идей в трудах более поздних философов, таких как Аристотель, Секст, Цицерон, Платон, Эпикур и других.
Наиболее значимой работой Демокрита следует полагать «Великий мирострой», космологическую работу, охватывавшую практически все доступные в то время области знания. Кроме того, на основе списков Диогена Лаэрция Демокриту приписывают авторство таких работ, как «О душевном расположении мудреца», «О добродетели», «О планетах», «О чувствах», «О разнице форм», «О вкусах», «О цветах», «Об уме», «О логике или канонах», «Причины небесных явлений», «Причины воздушных явлений», «Причины наземных явлений», «Причины огня и огненных явлений», «Причины звуков», «Причины семян, растений и плодов», «Причины живых существ», «О соприкосновении круга и шара», «О геометрии», «Об иррациональных линиях и телах», «Числа», «Проекции», «Большой год», «Описание неба», «Описание земли», «Описание полюсов», «Описание лучей», «О ритмах и гармонии», «О поэзии», «О красоте стихов», «О пении», «Врачебная наука», «О диете», «О живописи», «Земледелие», «О военном строе» и др.
Существует легенда о том, что Платон велел скупить и уничтожить все труды Демокрита — своего философского антагониста. Достоверность этой легенды не является слишком высокой. Кроме того, известно, что в I в. н. э. Трасилл издал сочинения Демокрита и Платона, разбив их по тетралогиям.

## Память
В 1935 г. Международный астрономический союз присвоил имя Демокрита кратеру на видимой стороне Луны.

## Иконография
- Плачущий Гераклит и смеющийся Демокрит

### Тексты и переводы
- Маковельский А. О. Древнегреческие атомисты. — Баку, 1946.
- Лурье С. Я. Демокрит: Тексты, перевод, исследования. — Л.: Наука, 1970. 664 стр.

### Исследования
- Асмус В. Ф. Античная философия
- Асмус В. Ф. Демокрит. — М.: МГУ, 1960.
- Абакумов Ю. Г. Демокрит. Попытка создания «альтернативной» геометрии // Вестник Забайкальского государственного университета.2011. № 8. С.22-25.
- Верлинский А. Л. Дата рождения Демокрита у Аполлодора и Фрасилла (Заметки о методах античной хронографии) // MOUSEION: Профессору Александру Иосифовичу Зайцеву ко дню семидесятилетия. Сб. статей. — СПб., 1997. — С. 100—127.
- Виц Б. Б. Демокрит. — М.: Мысль, 1979.
- Верлинский А. Л. Необходимость, случайность, свобода: Демокрит и его наследники // Linguistica et philologica: Сб. статей к 75-летию Ю. В. Откупщикова. СПб., изд-во СПбГУ, 1999. — С. 211—238.
- Дитмар А. Б. К вопросу о космогонических и географических взглядах Демокрита (около 460—359 гг. до н. э.) // Учёные записки ЯГПИ им. К. Д. Ушинского. — 1959. — Т. XXXII (XLII) «Естествознание». — С. 349—367.
- Зубов В. П. К вопросу о математическом атомизме Демокрита // Вестник древней истории. — 1951. — № 4. — С. 204—208.
- Зубов В. П. Развитие атомистических представлений до начала XIX века. — М.: Наука, 1965.
- Лебедев А. В. Избавляясь от „досократиков“ // Философия в диалоге культур. Всемирный день философии (Москва – Санкт Петербург, 16 – 19 ноября 2009 года), Материалы. — М.: Прогресс-Традиция, 2010. — С. 177—183.
- Лурье С. Я. К хронологии софиста Антифонта и Демокрита // Известия Российской академии наук. — 1918. — С. 2285—2306.
- Лурье С. Я. Механика Демокрита. Архив истории науки и техники, сер. 1, вып. 7. — 1935. — С. 129—180.
- Лурье С. Я. Теория бесконечно-малых у древних атомистов. — М.-Л.: Изд. АН СССР, 1935.
- Лурье С. Я. Очерки по истории античной науки. — М.-Л., 1947.
- Лурье С. Я. Демокрит и индуктивная логика // Вестник древней истории. — 1961. — № 4. — С. 58—67.
- Лысенко В. Г. Атомизм вайшешиков и атомизм Демокрита (Опыт сравнительного анализа) // Древняя Индия. Историко-культурные связи. — М., 1982. — С. 187—201.
- Майстров Л. Е. О принципе исономии у Демокрита // Историко-математические исследования, вып. 20. — 1975. — С. 299—302.
- Тимошенко В.Е. Материализм Демокрита.М., 1959.-96 с.
- Пикель Р.В.. Великий материалист древности (Демокрит). Под редакцией и с предисловием Л.И. Аксельрод (Ортодокс). Москва. `Новая Москва`. 1924. 113с.,[3]
- Чанышев А.Н. История философии Древнего мира: Учебное пособие для вузов. — М.: Академический проект, 2011.
- Щетников А. И. Вопрос о характере касания прямой и круга как проблемная точка развития древнегреческой геометрии в конце V — начале IV века до н. э // Историко-математические исследования. — 2006. — № 11 (46). — С. 174—196.
- Bailey, C. The Greek Atomists and Epicurus. Oxford,1928.
- Vlastos, Gregory. «Ethics and Physics in Democritus» // Philosophical Review. 1945/1946. 54/55: 578—592, 53-64.
- Жан Салем. Демокрит.  Пылинки в луче солнца. Париж, 1996.

### Художественная литература
- Лурье С. Я., Ботвинник М. Н. Путешествие Демокрита. — М.: Детская литература, 1964.